# Renewal
Renewal — шостий студійний альбом німецької треш-метал групи Kreator, який був випущений 26 жовтня 1992 року. Це перший «експериментальний» альбом гурту, оскільки на цьому релізу Kreator додали елементи індастріалу у свою музику. Це також останній альбом, на якому брав участь оригінальний басист Роб Фіоретті. Пісня «Karmic Wheel» містить аудіосемпли із самогубства Роберта Дуайера. На титульний трек було знято музичне відео.

## Перевидання
У березні 2018 року німецький звукозаписний лейбл Noise випустив оновлене видання альбому і зробив його доступним на компакт-дисках і вінілі, а також у цифровому форматі. Реліз містить три бонус-треки та нотатки.

## Треклист
| #  | Назва                   | Тривалість |
| -- | ----------------------- | ---------- |
| 1. | «Winter Martyrium»      | 5:43       |
| 2. | «Renewal»               | 4:36       |
| 3. | «Reflection»            | 6:15       |
| 4. | «Brainseed»             | 3:17       |
| 5. | «Karmic Wheel»          | 6:06       |
| 6. | «Realitätskontrolle»    | 1:22       |
| 7. | «Zero to None»          | 3:12       |
| 8. | «Europe After the Rain» | 3:19       |
| 9. | «Depression Unrest»     | 5:05       |

| 2018 reissue bonus tracks | 2018 reissue bonus tracks         | 2018 reissue bonus tracks |
| #                         | Назва                             | Тривалість                |
| ------------------------- | --------------------------------- | ------------------------- |
| 10.                       | «Winter Martyrium (Rare Version)» | 6:13                      |
| 11.                       | «Trauma»                          | 5:12                      |
| 12.                       | «Europe After the Rain (Remix)»   | 3:14                      |

## Учасники запису
Kreator
- Мілле Петроцца — вокал, ритм-гітара
- Френк Годзик — соло-гітара
- Роб Фіоретті — бас
- Ventor – ударні, програмування

Технічний персонал
- Kreator – продюсування
- Том Морріс – продюсування, звукорежисер, зведення
- Марк Пратор – звукорежисер
- Браян Бонскотер – звукорежисер

Перевидання 2018 року
- Стів Хаммондс – збірка
- Томас Еверхард – дизайн
- Ян Майнінгхаус – дизайн
- Хольгер Стратманн – додаткові фото
- Маркус Мюллер – додаткові фото
- Енді Пірс – мастеринг
- Метт Вортем – мастеринг
- Малкольм Доум – ноти